# Ignacio Morales Nieva
Ignacio Morales Nieva (Valdepeñas, Ciudad Real, España, 18 de diciembre de 1928 - San Juan, Puerto Rico, 15 de octubre de 2005) fue un compositor y teólogo protestante español, hermano del dramaturgo y escenógrafo Francisco Nieva.

## Biografía
Tras pasar sus primeros años de vida entre Venta de Cárdenas y Valdepeñas (Ciudad Real), estudió el Bachillerato en el Instituto Bernardo de Balbuena de Valdepeñas, y posteriormente en Madrid, donde en 1943 ingresó en el Real Conservatorio Superior de Música de Madrid, teniendo como profesor al compositor Joaquín Turina. Después, y entre 1948 y 1952, cursó estudios de Teología en el Seminario Evangélico Unido de Madrid, transformándose en presbítero de la Iglesia Episcopal Anglicana, y se trasladó a San Juan de Puerto Rico en 1954, aunque prosiguió con su formación musical en Nueva York en 1964. En esta ciudad realizó estudios de dirección orquestal con Nicolas Flagello, Anton Coppola y de forma particular con Antonio Lizazo en la Manhattan School of Music. Su regreso definitivo a Puerto Rico llegó en 1967 y allí estuvo trabajando hasta su muerte, ocupando el cargo de profesor de formas y análisis, contrapunto y armonía en el Conservatorio de Música de Puerto Rico desde 1977. 
Fundó la Agrupación de Música de Cámara Padre Antonio Soler y durante varios años ejerció como crítico de música en la prensa local, además de haber escrito numerosos artículos sobre música o teología y un libro de texto sobre la primera de estas materias. Es autor de cinco sinfonías, la última estrenada en enero de 1990. Fue comisionado por la Orquesta Sinfónica de Puerto Rico, a la que dirigió en tres ocasiones. En 1986, la Asociación Nacional de Compositores de Puerto Rico le nombró comisionado por el "Festival Casals" y fruto de ello fue su poema sinfónico religioso Ebed Jahvé. En 1988 estrenó su poema sinfónico-coral Reconquista, comisionado por al Corporación de Artes Musicales y la Comisión para la Celebración del V Centenario del Descubrimiento de América. En 1990 compuso la obra El Almirante de la mar océana, suite a la antigua. Es autor, asimismo, de 6 óperas, 5 de ellas inéditas; de música sacra y varias obras para conjuntos de cámara. Entre sus otras obras cabe destacar el Anglican Réquiem, Oda a Berlioz, un concerto grosso, un Cembalo concerto y numerosos motetes, cantatas y canciones de arte.
Recibió la Medalla de Oro de las Bellas Artes "Gregorio Prieto" y en 1990 el ayuntamiento de Valdepeñas le rindió un homenaje con el estreno de su ópera breve La Maja y el Dragón y diez años más tarde imprimió sus Escritos teóricos (2000). En su honor llevan su nombre el conservatorio y escuela municipal de música y danza de Valdepeñas y el anfiteatro de la Universidad del Turabo en Gurabo. 
Falleció el 15 de octubre de 2005 a los 76 años en San Juan, Puerto Rico

## Obras
- Escritos teóricos, Valdepeñas: Ayuntamiento de Valdepeñas, 2000.